# EVOL
EVOL (рус. Эволюция) — третий студийный альбом американской альтернативной рок-группы Sonic Youth, выпущенный в мае 1986 года лейблом SST Records; это первый альбом, выпущенный на данном лейбле. Также это первый альбом, в записи которого участвовал ударник Стив Шелли, заменивший предыдущего — Боба Берта.
В ретроспективных обзорах музыкальные критики отмечают, что альбом EVOL ознаменовал переход Sonic Youth от no wave-корней к более поп-ориентированному звучанию, а басистка Ким Гордон назвала его «готическим альбомом» группы. На сайте Pitchfork Media высоко оценили альбом, отметив, что EVOL «был тем местом, где были посеяны семена величия», и поставили его на 31-е место в списке «100 лучших альбомов 1980-х годов», наряду со следующими двумя альбомами Sonic Youth — Sister и Daydream Nation, которые заняли 14-е и первое места соответственно. Пластинка разошлась тиражом в 48400 копий.

## Предыстория и запись

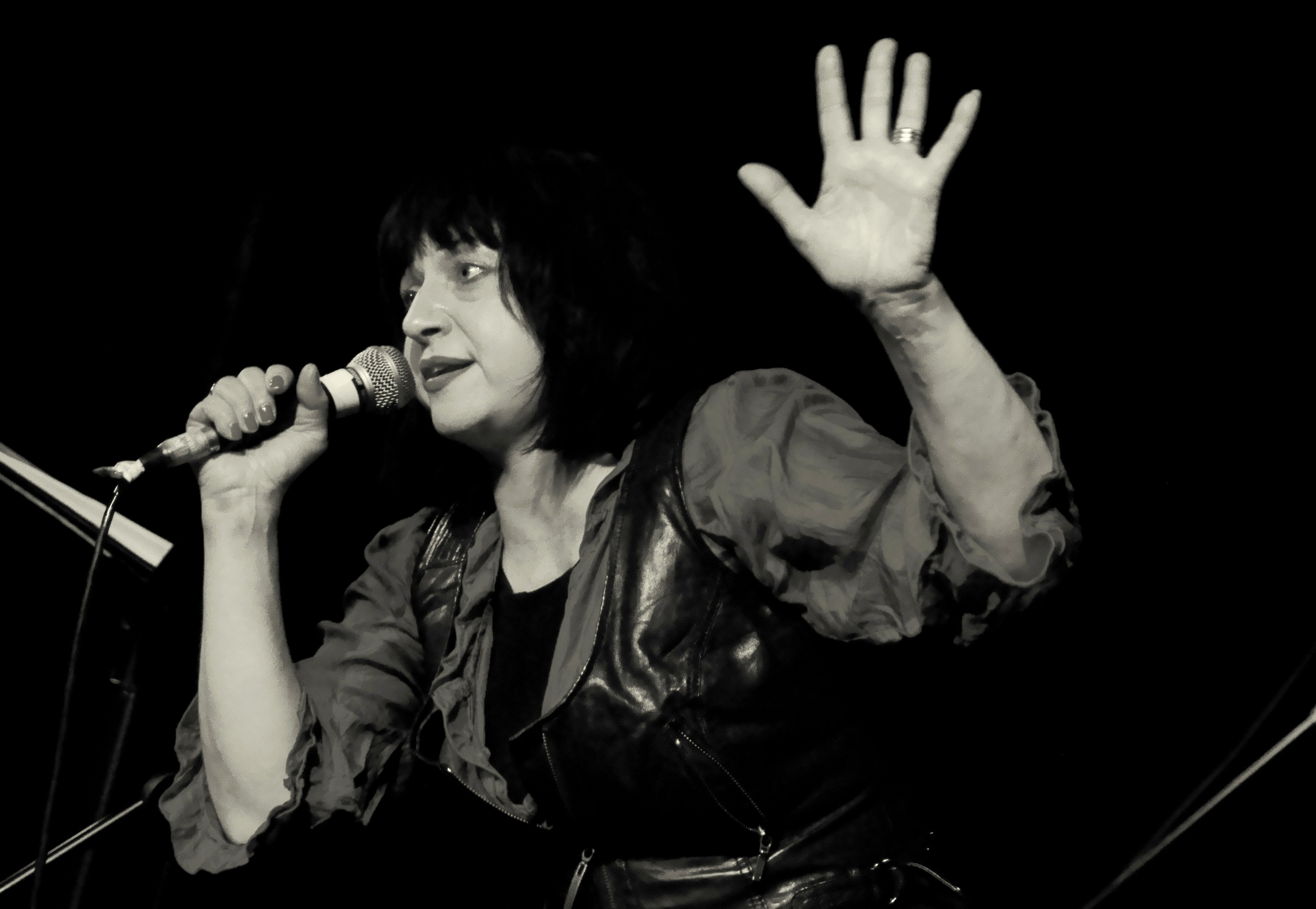
EVOL — второй альбом, над которым группа работала с нью-йоркской артисткой в жанре перформанс Лидией Ланч; Ланч исполнила бэк-вокал в песне «Death Valley '69» на предыдущем альбоме группы Bad Moon Rising, а для этого альбома она стала соавтором песни «Marilyn Moore».

В июне 1985 года, во время тура Bad Moon Rising, Боб Берт покинул Sonic Youth, и его место занял Стив Шелли. Новый состав быстро начал работать над новым материалом для своего третьего альбома. Группа подписала контракт с SST Records, так как к 1986 году основатель лейбла Грег Джинн стремился отойти от американских хардкор-корней. Группа взяла перерыв в туре и закончили работу над EVOL. В марте 1986 года группа записала альбом в студии BC с Мартином Бизи. 
Майк Уотт сыграл на бас-гитаре в треках «In the Kingdom #19» и кавер-версии «Bubblegum». Группа предложила ему сыграть на старом треке вскоре после того, как коллега Уотта по группе Minutemen Ди. Бун погиб в автокатастрофе. По совпадению, песня тоже о автокатастрофе. После смерти Буна Уотт впал в тяжёлую депрессию и подумывал о том, чтобы оставить музыкальную карьеру. Он считает, что время, проведённое с участниками Sonic Youth во время записи EVOL, сыграло важную роль в его решении вернуться в музыкальный мир. Следующая группа Уотта — Firehose — выступала на разогреве у Sonic Youth во время их тура Flaming Telepaths. В это время группа начала проект Ciccone Youth, в котором участвовали все участники Sonic Youth и Уотт. Они выпустили сингл, состоящий из трёх треков: «Into the Groove(y)» (кавер на хит Мадонны «Into the Groove» с фрагментами её записи) и короткий «Tuff Titty Rap» на стороне А (оба трека исполнены участниками Sonic Youth), а также «Burnin' Up» (исполнен Уоттом с дополнительными гитарными партиями Джинна) на стороне Б. Результатом проекта стал альбом The Whitey Album, выпущенный в 1988 году.
На виниловой версии альбома продолжительность «Expressway to Yr. Skull» была обозначена символом бесконечности (∞); в конце песни звучала заблокированная дорожка, которая многократно воспроизводила последние несколько секунд песни, делая её «теоретически» бесконечной. На компакт-диске был добавлен бонус-трек: кавер-версия песни «Bubblegum» Ким Фоули. По словам Уотта, они с Шелли сыграли основной ритм-трек поверх настоящей записи Фоули, которую потом убрали, когда остальные участники добавили свои партии.

## Художественное оформление
На обложке альбома изображена модель и актриса Ланг Лег на кадре из фильма Ричарда Керна «Подчинись мне». Ранее Лег появлялась в музыкальном клипе «Death Valley '69» (режиссёры Керн и Джудит Барри). На задней обложке изображена чёрно-белая фотография группы в рамке в форме сердца. Десять песен альбома перечислены в другом порядке, чем в реальном трек-листе. На задней обложке также указаны имена участников, хотя инструменты, на которых они играют, не обозначены. Там написано «гитары, вокал, барабаны», а под фотографией группы спрятано «бас-гитара». На вкладыше приведены тексты песен, а на лицевой стороне изображён Тёрстон Мур, у которого на руках нарисованы глаза. Он подносит руки к лицу. Позже эта фотография была использована для обложки сингла «Starpower». Слева на этой фотографии изображена панель из комикса Marvel «Новые мутанты» (на второй странице выпуска № 14, опубликованного в апреле 1984 года). На другой стороне — кадры из фильмов ужасов «Пятница, 13-е — Часть 2» и «Дети кукурузы», а также кадр из фильма 1962 года «Дом женщины» с участием звёзд Констанс Форд (высунувшей язык) и Барбары Николс в правом верхнем углу. Это изображение присутствует только на первом виниловом издании SST и переизданиях после 2010 года. На всех остальных релизах оно было закрашено.

## Выпуск и продвижение
Группа Sonic Youth представила новый материал для альбома EVOL 12 апреля 1986 года в Остине, штат Техас. Запись этого концерта была позже выпущена в 1992 году под названием Live at the Continental Club. Альбом EVOL был выпущен в мае 1986 года на виниловых пластинках и аудиокассетах лейблом SST. В мае и июне группа гастролировала по Европе, исполняя песни с альбома (хотя «In the Kingdom #19» и «Bubblegum» никогда не звучали вживую). Группа также выпустила песню «White Kross», которая позже вошла в альбом Sister. После европейского тура в июне и июле они отправились в тур по Америке. В июле группа выпустила единственный сингл с альбома EVOL под названием «Starpower». Он сопровождался песнями «Bubblegum» и отредактированной версией «Expressway to Yr. Skull». Клип на «Starpower» так и не вышел. Тем не менее был выпущен клип на песню «Shadow of a Doubt», снятый Кевином Керслейком, в котором Гордон сидит в поезде. После тура группа записала саундтрек Made in USA, но он был выпущен только в 1995 году. Альбом EVOL был выпущен на компакт-диске в конце 1986 года.

### История выпуска
| Регион                   | Дата             | Лейбл                    | Формат              |
| ------------------------ | ---------------- | ------------------------ | ------------------- |
| США, Великобритания      | май 1986 года    | SST Records, Blast First | Винил, аудиокассета |
| Великобритания           | ноябрь 1986 года | Blast First              | CD                  |
| США                      | 1987 год         | SST Records              | CD                  |
| США                      | 1990 год         | SST Records              | Розовый винил       |
| США                      | 1994 год         | DGC                      | CD, аудиокассета    |
| Европейский союз, Япония | 1994 год         | Geffen                   | CD                  |
| Великобритания           | апрель 1996 года | Mute                     | Винил               |
| США                      | 2010             | ORG Music                | Розовый винил       |

## Отзывы критиков
| Оценки критиков               | Оценки критиков |
| Источник                      | Оценка          |
| ----------------------------- | --------------- |
| AllMusic                      | [ 12 ]          |
| Blender                       | [ 13 ]          |
| Chicago Tribune               | [ 14 ]          |
| Encyclopedia of Popular Music | [ 15 ]          |
| Pitchfork Media               | 9.4/10          |
| Q                             | [ 17 ]          |
| The Rolling Stone Album Guide | [ 18 ]          |
| Spin                          | [ 19 ]          |
| Spin Alternative Record Guide | 8/10            |
| The Village Voice             | B+              |

Альбом EVOL был хорошо принят критиками. Роберт Кристгау, с которым группа конфликтовала в предыдущие годы, поставил альбому оценку B+. Он занял 4-е место в списке «Альбомов года» по версии NME. Slant Magazine, поместивший EVOL на 82-е место в списке «Лучшие альбомы 1980-х», назвал его «одним из самых странных альбомов Sonic Youth» и «сложным альбомом, который, тем не менее, является одним из лучших современных обращений к no wave-хаосу». В Pitchfork Media описали альбом как «истинную отправную точку музыкальной эволюции Sonic Youth — постепенно Тёрстон Мур и Ли Ранальдо начали придавать форму бесформенному, настраивать на мелодичный лад, и барабаны с помощью Стива Шелли, они наложили мелодию и композицию на свой фирменный диссонанс». Далее в Pitchfork Media отметили, что в EVOL «были посеяны семена величия», и поставил его на 31-е место в своём списке «100 лучших альбомов 1980-х годов». В Trouser Press назвали его «почти шедевром», а Стивен Томас Эрлевайн из AllMusic поставил ему 4,5 звезды и написал, что EVOL — это «поразительно гармоничная смесь авангардных инструментов и переосмысления рок-н-ролла».

### Влияние
Певец и гитарист Teenage Fanclub Норман Блейк заявил, что EVOL и альбом Daydream Nation группы Sonic Youth 1988 года «оказали наибольшее влияние» на первый альбом группы A Catholic Education.
Фронтмен группы Pavement Стивен Малкмус похвалил EVOL, сказав, что «Expressway to Yr. Skull» — «одна из моих самых любимых песен» и что она «воплощает всё, на что способна альтернативная гитарная музыка в наше время». Малкмус также заявил: «После того как я открыл для себя EVOL, я начал перенастраивать свою гитару, как Тёрстон Мур и Ли Ранальдо. Я не хотел продолжать играть с предустановленными настройками. Внезапно это стало казаться мне очень скучным. И так продолжалось до сегодняшнего дня».

## Список композиций
Все тексты написаны Тёрстоном Муром (за исключением отмеченных), вся музыка написана группой Sonic Youth (за исключением отмеченных).
| №                   | Название             | Текст песни         | Вокал               | Длительность |
| ------------------- | -------------------- | ------------------- | ------------------- | ------------ |
| 1.                  | «Tom Violence»       |                     | Тёрстон Мур         | 3:05         |
| 2.                  | «Shadow of a Doubt»  | Ким Гордон          | Ким Гордон          | 3:32         |
| 3.                  | «Starpower»          |                     | Ким Гордон          | 4:48         |
| 4.                  | «In the Kingdom #19» | Ли Ранальдо         | Ли Ранальдо         | 3:24         |
| 5.                  | «Green Light»        |                     | Тёрстон Мур         | 3:46         |
| Общая длительность: | Общая длительность:  | Общая длительность: | Общая длительность: | 18:38        |

| №                   | Название                  | Текст песни             | Вокал               | Длительность |
| ------------------- | ------------------------- | ----------------------- | ------------------- | ------------ |
| 6.                  | «Death to Our Friends»    |                         |                     | 3:16         |
| 7.                  | «Secret Girl»             | Ким Гордон              | Ким Гордон          | 2:54         |
| 8.                  | «Marilyn Moore»           | Лидия Ланч, Тёрстон Мур | Тёрстон Мур         | 4:04         |
| 9.                  | «Expressway to Yr. Skull» |                         | Тёрстон Мур         | 7:19         |
| Общая длительность: | Общая длительность:       | Общая длительность:     | Общая длительность: | 17:38        |

| №                   | Название                          | Текст песни         | Музыка              | Вокал                   | Длительность |
| ------------------- | --------------------------------- | ------------------- | ------------------- | ----------------------- | ------------ |
| 10.                 | «Bubblegum» (кавер на Кима Фоули) | Ким Фоули           | Ким Фоули           | Ким Гордон, Ли Ранальдо | 2:49         |
| Общая длительность: | Общая длительность:               | Общая длительность: | Общая длительность: | Общая длительность:     | 39:06        |

## Участники записи
| Sonic Youth - Тёрстон Мур — вокал, гитара, синтезатор - Ким Гордон — вокал, гитара, бас-гитара, пианино (в песне «Shadow of a Doubt») - Ли Ранальдо — вокал, гитара, - Стив Шелли — барабаны, музыкальное программирование Приглашённые музыканты - Майк Уотт — бас-гитара (в песнях «In the Kingdom #19» и «Bubblegum») | Производственный персонал - группа Sonic Youth — продюсеры - Мартин Бизи — продюсер, звукоинженер - Джон Голден — мастеринг Художественное оформление - Ли Ранальдо — фотограф - Наоми Петерсен — фотограф - Ричард Керн — фотограф - Ланг Лег — фотомодель |